# Иохер, Адам-Феофил-Константин Адамович
Адам-Феофил-Константин Адамович Иохер (1832—1900) — генерал-лейтенант Русской императорской армии, военный инженер, педагог, член конференции Николаевской инженерной академии, председатель правления Римско-католического благотворительного общества.

## Биография
Родился в семье филолога Адама-Бенедикта Иохера и Теофилы (урождённая Ловмянская) 2 ноября 1833 года. Крещен в виленском костёле Святых Иоаннов. получил образование в Виленской мужской гимназии. В 1849 году поступил в Главное (позднее Николаевское) инженерное училище, которое блестяще окончил вместе с офицерскими классами, с занесением его имени на мраморную доску.
В 1855 году Иохер был переведён прапорщиком в лейб-гвардии Сапёрный батальон, где прослужил около полутора лет, до назначения репетитором в родном ему училище. С тех пор вся дальнейшая многолетняя служба Иохера протекла в роли преподавателя училища и академии, а с конца 1878 года и члена конференции академии. В Сапёрном лейб-гвардии батальоне он числился до производства в 1866 году в полковники, когда он был переведён в военные инженеры.
Кроме преподавательской деятельности, Адам-Феофил-Константин Адамович Иохер с начала 1860 года исполнял обязанности помощника ученого секретаря инженерного отделения военно-учёного комитета, а с 1863 года некоторое время занимал пост помощника начальника искусств. отделения главного инженерного управления РИА.
С 1897 года, уже в чине генерал-лейтенанта, Иохер состоял только членом конференции академии, но не прекращал своей военно-педагогической деятельности в качестве нештатного преподавателя.
Кроме инженерного училища и академии, Иохер преподавал фортификацию в Пажеском корпусе, Михайловском артиллерийском, Павловском военном и Николаевском кавалерийском военных училищах. Этот же предмет Иохер был приглашен читать Великим Князьям Константину Константиновичу и Дмитрию Константиновичу Романовым и принцу Петру Александровичу Ольденбургскому.
Кроме «Крепостной войны», Иохер составил руководство «Долговременная фортификация» для военных училищ; оба этих труда неоднократно переиздавались.
За время 44-летней преподавательской деятельности у него обучались фортификации тысячи российских офицеров, питомцев Николаевского инженерного и других военных училищ города Санкт-Петербурга. Образцовый, образованный педагог, Иохер был в свое время одним из наиболее сведущих специалистов по вопросам фортификации в Российской империи и за её пределами, особенно по отделу атаки и обороны крепостей; составленное им руководство «Крепостная война» долгое время было единственным и исчерпывающим в этой области на русском языке.
Незадолго до кончины, Иохер стал председателем правления столичного Римско-католического благотворительного общества.
Адам-Феофил-Константин Адамович Иохер умер 19 ноября 1900 года; согласно «ВЭС», скончался «оставив по себе светлую память в сердцах своих многочисленных учеников, сослуживцев и всех соприкасавшихся с ним на жизненном пути».

## Награды
- Знак отличия беспорочной службы за XL лет (1897)
- Орден Святого Владимира 2-й степени (1896)
- Орден Святой Анны 1-й степени (1894)
- Орден Святого Станислава 1-й степени (1886)
- Орден Святого Владимира 3-й степени (1883)
- Орден Святого Владимира 4-й степени (1874)
- Императорская корона к ордену Святой Анны 2-й степени (1872)
- Орден Святой Анны 2-й степени (1869)
- Орден Святого Станислава 2-й степени (1866)
- Орден Святой Анны 3-й степени (1864)